# Molonglo
Molonglo – rzeka w południowo-wschodniej Australii, w Nowej Południowej Walii. Wypływa z Wielkich Gór Wododziałowych, a uchodzi do Murrumbidgee. Główne miasta nad Molonglo to Canberra i Queanbeyan. Na rzece w 1963 roku utworzono sztuczne jezioro Burley-Griffin.